# Allemant (Aisne)
Allemant település Franciaországban, Aisne megyében. Lakosainak száma 166 fő (2022. január 1.). Allemant Laffaux, Nanteuil-la-Fosse, Pinon, Sancy-les-Cheminots, Vaudesson és Vauxaillon községekkel határos.

## Népesség
A település népességének változása:
| Lakosok száma | 137  | 128  | 136  | 164  | 173  | 172  | 177  | 173  | 171  | 166  |
|               | 1968 | 1982 | 1990 | 2006 | 2013 | 2015 | 2017 | 2019 | 2020 | 2022 |